# NGC 633
NGC 633 (również PGC 5960) – galaktyka spiralna z poprzeczką (SBb), znajdująca się w gwiazdozbiorze Rzeźbiarza. Odkrył ją John Herschel 1 września 1834 roku. Prawdopodobnie jest związana grawitacyjnie z widoczną tuż obok niej galaktyką PGC 5959.